# 多棘深海鰩
多棘深海鰩（學名：Bathyraja multispinis），為軟骨魚綱鰩目單鰭鰩科深海鰩屬的一種，分布於東南太平洋與西南大西洋，包括智利、福克蘭群島西北部、烏拉圭與阿根廷海域，棲息在深海沙泥底質海域，為底棲性魚類，卵生，屬肉食性，生活習性不明。